# Isostasius atinas
Isostasius atinas är en stekelart som först beskrevs av Walker 1836.  Isostasius atinas ingår i släktet Isostasius och familjen gallmyggesteklar. Inga underarter finns listade i Catalogue of Life.